# Lijst van voetbalinterlands Bulgarije - Frankrijk (vrouwen)
Deze lijst van voetbalinterlands is een overzicht van alle officiële voetbalinterlands tussen de nationale vrouwenteams van Bulgarije en Frankrijk. De landen hebben tot nu toe vier keer tegen elkaar gespeeld.

## Wedstrijden
| № | Plaats  | Datum            | Competitie           | Wedstrijd             | Uitslag |
| - | ------- | ---------------- | -------------------- | --------------------- | ------- |
| 1 | Lucé    | 21 november 1987 | EK 1989 kwalificatie | Frankrijk − Bulgarije | 5 − 0   |
| 2 | Sofia   | 6 november 1988  | EK 1989 kwalificatie | Bulgarije − Frankrijk | 0 − 2   |
| 3 | Lovetsj | 23 november 2013 | WK 2015 kwalificatie | Bulgarije − Finland   | 0 − 10  |
| 4 | Le Mans | 27 november 2013 | WK 2015 kwalificatie | Bulgarije − Finland   | 14 − 0  |

## Samenvatting
| Competitie      | Totaal gespeeld | Winst Bulgarije | Gelijk | Winst Frankrijk | Doelsaldo Bulgarije – Frankrijk |
| --------------- | --------------- | --------------- | ------ | --------------- | ------------------------------- |
| WK-kwalificatie | 2               | 0               | 0      | 2               | 0 − 24                          |
| EK-kwalificatie | 2               | 0               | 0      | 2               | 0 − 7                           |
| Totaal          | 4               | 0               | 0      | 4               | 0 − 31                          |